# 플레저 그라운드

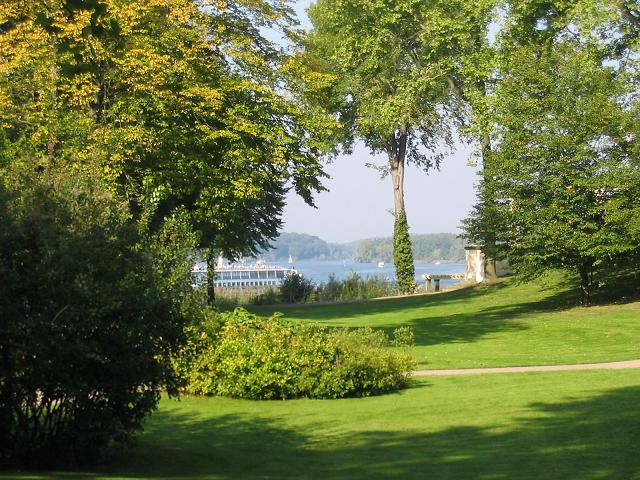
하펠강

플레저 그라운드(pleasure ground) 또는 플레저 가든(pleasure garden)은 잉글랜드의 정원 가꾸기 역사에서 텃밭이나 더 넓은 공원이 아닌 소유자의 사용을 위해 설계된 넓은 정원의 일부였다. 여기에는 일반적으로 집 바로 바깥에 있는 꽃밭과 게임을 하는 데 사용되는 잔디밭(볼링장은 매우 일반적이었고 나중에는 크로케 잔디밭이었음), 그리고 아마도 산책을 위한 "숲"이나 황야가 포함되었다. 크기가 더 작은 정원은 종종 또는 일반적으로 현대 공공 공원과 마찬가지로 플레저 그라운드로 배치되었다.
이 개념은 르네상스부터 바로크식 정식 정원, 영국식 조경 정원 스타일에 이르기까지 영국 정원 스타일의 여러 주요 변화에도 불구하고 살아 남았다. 영국 시골집 정원의 플레저 그라운드는 일반적으로 여러 번 개축되었으며 최근 캐퍼빌리티 브라운(Capability Brown)과 같은 유명한 18세기 조경가의 디자인에도 원래는 조경된 공원과 달리 넓은 유람지가 포함되어 있다는 인식이 다시 돌아왔다. 이는 큰 변화 없이는 거의 생존하지 못했다.